# Raymond Richards
Raymond Richards (* 28. April 2001) ist ein jamaikanischer Leichtathlet, der sich auf den Hochsprung spezialisiert hat.

## Sportliche Laufbahn
Erste Erfahrungen bei internationalen Meisterschaften sammelte Raymond Richards im Jahr 2019, als er bei den U23-NACAC-Meisterschaften in Santiago de Querétaro mit übersprungenen 2,05 m den neunten Platz belegte. Anschließend gelangte er bei den U20-Panamerikameisterschaften in San José mit 2,03 m auf den achten Platz. 2021 gewann er bei den U23-NACAC-Meisterschaften ebendort mit 1,95 m die Bronzemedaille hinter den Bahamaern Shaun Miller Jr. und Kyle Alcine. 2023 belegte er bei den Zentralamerika- und Karibikspielen in San Salvador mit 2,17 m den sechsten Platz. 2025 gewann er dann bei den Hallenweltmeisterschaften in Nanjing mit 2,28 m die Bronzemedaille hinter dem Südkoreaner Woo Sang-hyeok und Hamish Kerr aus Neuseeland.
2021 wurde Richards jamaikanischer Meister im Hochsprung.